# Maczuliszczy (przystanek kolejowy)
Moczuliszcze (biał. Мачулішчы, ros. Мачулищи) – przystanek kolejowy w miejscowości Moczuliszcze, w rejonie mińskim, w obwodzie mińskim, na Białorusi. Leży na linii Homel - Mińsk.